# 화제물
화제물(火祭物): 히브리 말로 이쉐라 불리는 이 표현은 제단 위에서 불에 태워 하느님께 바치는 모든 것을 뜻하는 일반적인 용어로, 넓게는 이런 식으로 거행되는 제사에서 바치는 제물 전체를 가리키기도 한다. 그렇지만 이 표현이 속죄를 위한 제사에서 불에 태워 바친 부분들을 가리키기 위해서 사용된 적은 한 번도 없는 것으로 여겨진다. 이 표현의 어원은 알려져 있지 않지만ㅔ, 히브리 말에서는 그 자음과 모음이 ‘불’을 뜻하는 에쉬를 연상시킨다. 이러한 이유 때문에 ‘화제’(火祭)로 옮기는 것이 옳다고 여겨진다.

## 같이 보기
- 제물